# 복수혈전 (영화)
"복수혈전"(復讐血戰, A Bloody Battle for Revenge)은 1992년 10월에 개봉하고 이경규가 각본, 감독, 주연을 담당한 대한민국의 액션 영화 작품인데 원래 용맹한 우리 진돗개가 일본 순사를 물어 죽이는 이야기로  계획되었으나 이런저런 사정 때문에 좌절됐다.
그러나, 흥행에 실패하여 이경규 인생에서 큰 오점으로 남아있지만 오히려 개그로 승화했는데 이경규에게는 처음이자 마지막 영화 연출작이 되었으며 이 과정에서 자신의 1993년 총소득이 예상보다 줄어드는 수모를 겪었는데 <복수혈전> 이후 남파교육을 받고 남한으로 내려온 간첩이 실생활에서 겪는 문화 충돌의 해프닝을 다룬 <스파이>로 영화감독 복귀를 할 예정이었으나 배우 후보 물망에 거론된 김영철의 캐스팅이 실패하는 등  이런저런 사정 때문에 불발됐으며 제작에 참여한 복면달호도 원래 제작 겸 연출을 담당할 계획이었지만 연출까지 하면 캐스팅이 안될 것 같아서 고사했다.
한편, 극중 단역이었던 정두홍은 기획-각본-감독 1인 3역을 한  이경규가 공동 진행을 맡았던 MBC 명랑히어로 '명랑한 회고전' 유오성 편에  게스트로 출연하기도 했다.
아울러, 해당 작품 이후 故 김형곤이 1997년 대선을 겨냥한 풍자 코미디 영화 <대통령 대통령 우리 대통령-아!김형곤 대통령>을 통해 개그맨 출신 영화감독으로 데뷔할 예정이었으나(각본 주연 겸) 코미디언 대통령이 깜짝개혁을 실시하지만 여자 때문에 나라경영을 그르치는 민감한 내용이라선지 자금주를 찾지 못해 무산됐다.

## 줄거리
한때 건달이었던 최태영(이경규 분)은 나중에 개심한 후 건전한 유흥업소의 정착을 위해 디스코텍을 운영하는 청년이다. 그런데 마건수와 그의 아들인 마태호가 이끄는 마약 조직은 디스코텍을 탐내어, 끊임없이 최태영에게 협력을 요구하지만 최태영은 단호히 거부한다. 그 후로도 마약 조직이 최태영에게 도전하지만 오히려 참패한다. 한편 최태영의 동생 준석(김보성 분)은 건달에게 쫓기던 인혜(김혜선 분)를 구해주고, 이로 인해 준석과 인혜는 연인 관계로 발전한다. 그러나 마태호 일당은 한밤중에 최태영을 습격하여 마약을 주사하고 최태영의 집에 대량의 마약을 숨겨 놓고 최태영을 경찰에 신고한다. 누명을 쓴 최태영은 징역 2년 6개월에 처해지고, 디스코텍은 문을 닫는다. 준석과 인혜는 제과점을 운영하며 지내게 되고, 감옥에서 나온 최태영은 준석과 함께 복수를 다짐한다.

## 출연진
- 이경규 - 최태영 役
- 김보성 - 준석 役[9]
- 김혜선 - 인혜 役
- 정명현
- 남포동
- 현길수
- 박동현
- 김기현 - 더빙 성우 역
- 김정렬
- 임백천 - 나이트클럽 웨이터 역
- 김찬우
- 손지창
- 신경숙
- 이대윤